# مزرعه محصص
مزرعهٔ محصص روستایی در دهستان پلنگ‌آباد شهرستان اشتهارد استان البرز ایران است. در سرشماری سال ۱۳۸۵ جمعیت آن ۱۶ نفر در ۴ خانوار برآورد شده بود.